# Église Saint-Joseph de Laden
L'église Saint-Joseph de Laden, est un édifice religieux paroissial situé à Castres, dans le Tarn, en région Occitanie (France). 

## Historique
Dans les années 1960, le quartier de Laden se voit doté de nombreux HLM, et ainsi d'un large agrandissement de sa population. Il devient alors impératif d'élever une nouvelle église paroissiale, afin de combler le manque de place dans la chapelle voisine de l'ensemble scolaire Barral, qui accueillait jusqu'alors les quelques paroissiens du quartier. La décision est prise en 1968 de bâtir ce nouvel édifice, et les travaux ne durent dès lors qu'un an. L'église Saint-Joseph est inscrite au label patrimoine du XXe siècle.

## Description
L'église Saint-Joseph de Laden est un grand bâtiment moderne, surélevé de manière à accueillir des salles de catéchisme et les logements des prêtres. En effet, une nappe phréatique affleure le sol à cet endroit, et il était donc impossible de creuser des caves.
Les vitraux d'art abstrait qui ornent l'ensemble de l'église sont l’œuvre des moines de l'abbaye d'En-Calcat. Le maître-autel, en pierre calcaire, aurait dû être composé de granite du Sidobre, à l'instar du baptistère, mais la masse trop importante de cette roche a limité cette idée.